# Titularbistum Antiochia Parva
Antiochia Parva (italienisch Antiochia Minore) ist ein Titularbistum der römisch-katholischen Kirche.
Es geht zurück auf ein ehemaliges Bistum, benannt nach der gleichnamigen antiken Stadt in der römischen Provinz Cilicia bzw. in der Spätantike Isauria in Kleinasien (heute Türkei).
| Nr. | Name                                   | Amt                                     | von             | bis              |
| --- | -------------------------------------- | --------------------------------------- | --------------- | ---------------- |
| 1   | Jacques-Eugène-Louis Ménager           | Weihbischof in Versailles (Frankreich)  | 23. Juni 1955   | 7. Dezember 1961 |
| 2   | André-Jean-Marie Charles de la Brousse | Koadjutorbischof von Dijon (Frankreich) | 26. Januar 1962 | 11. April 1964   |